# Love and Rockets (banda)
Love and Rockets é uma banda britânica fundada em 1985 por ex-membros dos Bauhaus. Com a saída de Peter Murphy dos Bauhaus para uma carreira a solo, os restantes membros, Daniel Ash (guitarra, saxofone, e vocais), David J (baixo e vocais) e Kevin Haskins (bateria e sintetizadores), formam os Love and Rockets. Estiveram ativos entre 1985–1999 e 2007–2009. Em 23 de janeiro de 2023, Love and Rockets anunciou uma reunião para sua primeira apresentação em quinze anos no Cruel World Festival em Pasadena, Califórnia, 20 de maio de 2023.
São mais conhecidos pelo single "So Alive", de 1989, que chegou ao número 3 na Billboard Hot 100 dos Estados Unidos.

## Discografia

### Álbuns de estúdio
- Seventh Dream of Teenage Heaven (1985)
- Express (1986)
- Earth, Sun, Moon (1987)
- Love and Rockets (1989)
- Hot Trip to Heaven (1994)
- Sweet F.A. (1996)
- Lift (1998)

### Singles
- "Ball of Confusion" (1985)
- "If There's a Heaven Above" (1985)
- "Kundalini Express" (1986)
- "Yin and Yang (The Flowerpot Man)" (1986)
- "The Light" (1987)
- "No New Tale to Tell" (1988)
- "Mirror People" (1988)
- "The Bubblemen Are Coming" (1988)
- "Lazy" (1988)
- "Motorcycle" (1989)
- "So Alive" (1989)
- "Rock & Roll Babylon" (1989)
- "No Big Deal" (1989)
- "This Heaven" (1994)
- "Body and Soul" (1994)
- "The Glittering Darkness" (1996)
- "Fever" (1996)
- "Sweet Lover Hangover" (1996)
- "Resurrection Hex" (1998)
- "Holy Fool" (1998)
- "RIP 20 C." (1998)